# ولید آباد
ولید آبادروستایی است از توابع شهرستان کمیجان در استان مرکزی. این روستا در دهستان خسروبیگ این شهرستان قرار دارد .

## مشخصات منطقه ای
روستای ولید آباد طبق تقسیمات اخیر کشوری، ازتوابع دهستان خسروبیگ و شهرستان کمیجان می‌باشد. این روستا بامختصات جغرافیایی ۴۹ درجه و ۳۴ دقیقه طول شرقی و ۵۷ درجه و ۴۳ دقیقه عرض شمالی در شمال غربی استان مرکزی قراردارد.فاصله روستای ولید آباد تا مرکز شهرستان ۳۵ کیلومتر می‌باشد .

## جمعیت
طبق سرشماری مرکز آمار ایران، جمعیت ولید آباد در سال ۱۳۸۵ برابر با ۱۲۰ نفر بوده‌است. این روستا ۲۵ خانوار دارد. 